# Jouko Virkkunen
Pour les articles homonymes, voir Virkkunen.
Jouko Matti Virkkunen (né le 9 mai 1933 à Turku - mort le 5 septembre 2011 à Espoo) est un professeur finlandais. 

## Biographie
Jouko est le troisième enfant d'une famille de cinq enfants. Durant son enfance, la famille a souvent déménagé, à Uusikaupunki, Tampere, Nokia, ... ,puis elle s'installe à Joensuu en 1946.
En 1951, Jouko Virkkunen obtient son baccalauréat au lycée mixte de Joensuu. En 1956, il obtient un diplôme d'ingénieur en génie mécanique de l'Université de technologie d'Helsinki et en un diplôme d'ingénieur en génie physique. Il a soutenu son doctorat en 1965 au département de génie physique de l'Université de technologie d'Helsinki.  
de 1966 à 1974. Jouko Virkkunen est professeur adjoint de physique. En 1973, il est le premier professeur assistant d'ingénierie du contrôle à l'Université de technologie d'Helsinki et il occupera ce poste de 1974 à 1996 jusqu'à sa retraite. Il assurera aussi les intérims du professeur Antti Niemi.

## Publications
- (fi) Jouko Virkkunen , Urpo Kortela, Instrumentointitekniikka, Otakustantamo, 1977, 207 p. (ISBN 978-9516711099)